# NHKスタジオパーク
NHKスタジオパークは、東京都渋谷区神南のNHK放送センター内にあった観光施設。1965年に「見学者コース」として公開、1985年に「NHK展示プラザ」に改称、放送70周年記念事業の一環として1995年3月22日に視聴者体験型にリニューアルし開業した。放送センター建て替え計画に伴い2020年5月で閉館した。愛称・略称はスタパ。

## 概要
入場料はリニューアル前は大人200円、高校生は150円（いずれも団体割引あり）だったが、リニューアル後は個人が200円・20名以上の団体は1人あたり150円となっており、高等学校生もしくは18歳未満、及び65歳以上と、障害者手帳所持者および付添い1名は無料となっている。また、「渋谷DEどーも」（毎年5月上旬）、「ECOパーク」（毎年6月上旬）、「防災パーク」（毎年8月下旬）の開催当日、「夏休み無料公開デー」（7月下旬～8月上旬）の開催期間中、毎年10月1日の「都民の日／渋谷区民の日」、正月3が日にあたる場合は年齢制限に関係なく無料となっている。
毎日『スタジオパークからこんにちは』等の公開放送が行われるCT-450スタジオを始め、放送の収録セットを紹介したコーナー、利用者体験スタジオコーナーなども設けられている。また日によっては『おかあさんといっしょ』や『連続テレビ小説』などの収録の様子を見学することが可能。

### リニューアル
テレビの地上デジタル化に伴う展示内容更新のため、2011年4月1日から閉鎖して半年間工事を行う予定としていたが、直前の3月11日に東日本大震災が発生したため、3月18日まで臨時休館となったほか、それ以降についても計画停電の影響で営業再開できるかどうか微妙な情勢となっていた。また、震災に伴い3月19日から実施されるはずだったイベント『春“スタパ祭り2011”』は中止となった。
2011年10月に改装工事を終えて、10月10日にリニューアルオープン。この日行われたオープニングセレモニーでは、NHK会長の松本正之（当時）と、連続テレビ小説『カーネーション』のヒロイン役を務める女優の尾野真千子がテープカットを行った。この他『どーもくんファミリーステージ』等のイベントも行われたほか、NHK総合テレビで午前10時過ぎより特別番組『これがデジタル時代のテーマパークだ!』の生放送を行った。またこの日放送の『スタジオパークからこんにちは 新装開店SP』のゲストには同番組初代司会を務めた堀尾正明（元NHKアナウンサー）が出演した。

### 新放送センター建替計画に伴う扱い
スタジオパークが所在するNHK放送センターは、築年数の経過・施設の狭隘化に伴い、2020年度から順次施設の建替が予定されている。スタジオパークは、建替後の新放送センターにおいても敷地北側に設けられる公開棟への設置が予定されているが、建替工事に伴い2026年を以て現行施設での運営を終了し、長期休館となる予定であった。しかし、当初より予定が大幅に早まり、東京オリンピック・東京パラリンピック終了後の2020年10月を以て運営を終了し、長期休館となることになったものの、新型コロナウイルス感染拡大とそれに伴う東京オリンピック・パラリンピック開催延期で、建替スケジュールの変更を余儀なくされたため、さらに閉館日を前倒しし、同年5月11日に閉館した。これをもって見学コースから55年間の歴史に幕を閉じた。新放送センターでの再オープンは2036年を予定しているが、その間の代替施設として渋谷駅前のNHKプラスクロスSHIBUYAや港区のNHK放送博物館、地域のNHKの放送局などを活用する予定としている。なお、土曜午後に当施設のスタジオから生放送されている『土曜スタジオパーク→土スタ』については、6月27日までは当施設内のスタジオから放送し、7月4日からは放送センター内の別のスタジオからの生放送に切り替えて継続する。

## 沿革
- 1965年10月4日 - 全長600mの「見学コース」として開業。
- 1975年10月 - オープンスタジオを設置。ラジオ第1「ひるの散歩道」などを公開放送。
- 1978年9月 - 来場者数が3000万人を突破。
- 1985年4月8日 - 内容を一新して「NHK展示プラザ」としてリニューアルオープン。ハイビジョンシアターなどを新設。
- 1995年3月22日 - 現名称となる「NHKスタジオパーク」としてリニューアルオープンし、体験型展示を充実させる[8]。
- 2000年3月18日 - NHK放送75周年事業の一環として展示面積を4,800平方メートルに増床。
- 2005年3月22日 - NHK放送80周年・スタジオパーク10周年事業としてショップ・ギャラリーを全面改装、バリアフリー化。
- 2011年10月10日 - 全面リニューアルオープン。地デジ化に伴う展示内容更新、高齢者、障害者等の移動等の円滑化の促進に関する法律（バリアフリー新法）に適合した施設改修を実施。
- 2019年3月24日 - スタジオカフェが閉鎖。
- 2019年3月31日 - スタジオショップとイベントホールが閉鎖。
- 2019年6月 - 休館日を毎週火曜日に変更。
- 2020年5月11日 - 新型コロナウイルス感染拡大で2月26日から臨時休館していたが、放送センター建て替え計画に伴う工期に支障が出たことで、再開する事はなく前倒しで閉館した[2]。

## スタジオパークの施設

### Aフロア
スーパーハイビジョン
入り口すぐにある、3300万画素の映像と22.2chの音響が合わさった超大型ビジョン。
スタジオギャラリー
大河ドラマやNHK紅白歌合戦等NHK番組の企画展のコーナー。

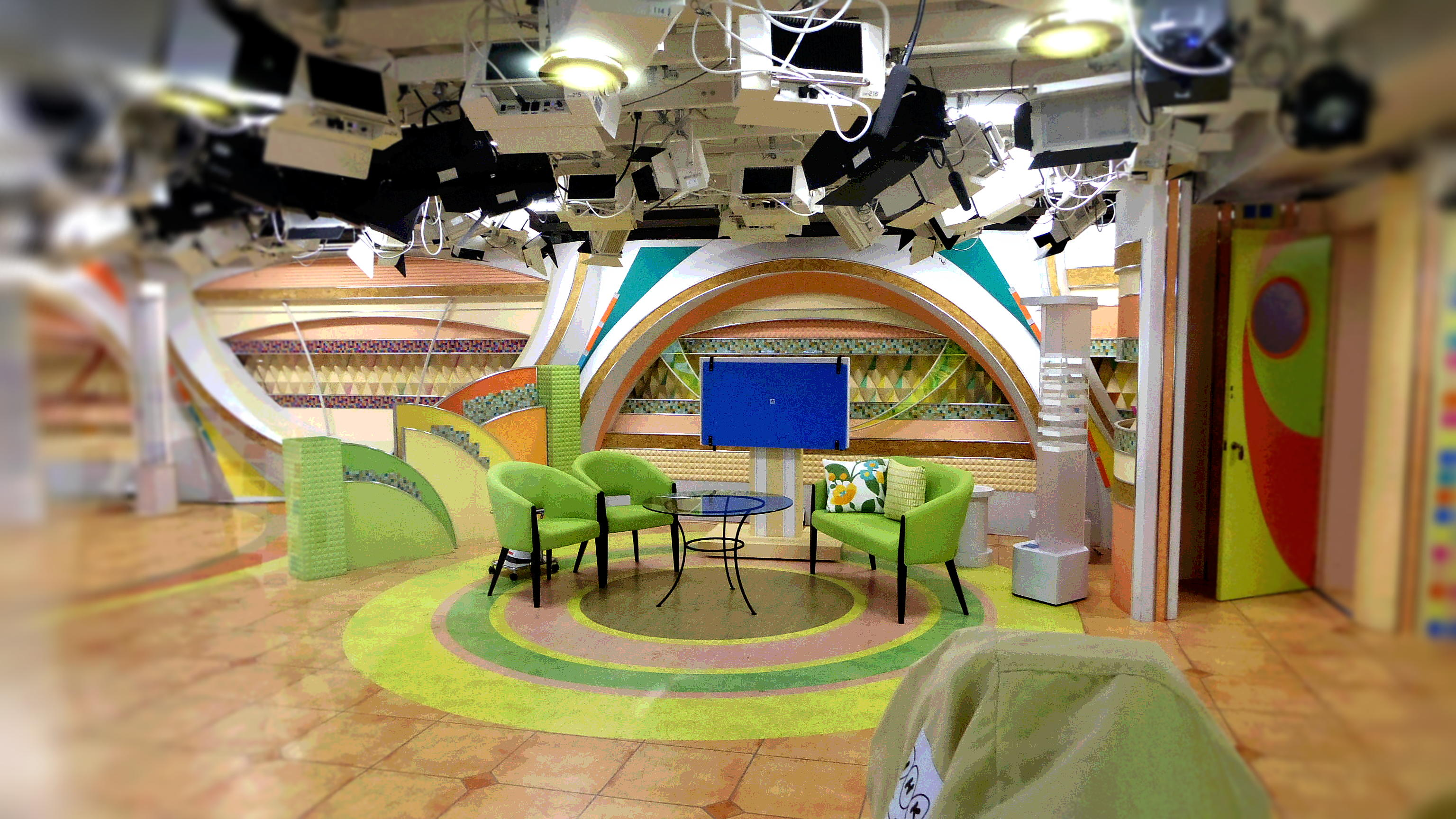
CT-450スタジオ
実際のスタジオでの収録の様子を見学できるコーナー。
ネイチャーカメラマン
自然番組の撮影をテーマにした展示コーナー。

### Bフロア
メディアウォール
過去から現在に至るまでの様々なNHKの番組を視聴できるコーナー。
CR-350スタジオ/3Dシアター
NHKラジオの収録風景を見られるコーナー。収録時間外では3Dシアターが上映される。
NHKクエスト
NHKの番組に関する様々なジャンルのクイズが出題される。
NHKワールド
NHKワールド・ラジオ日本の収録風景を見ることができる。また、世界各国の言語での挨拶を聞けるコーナーもある。
はてなルーム
NHKの番組『ためしてガッテン』（後の『ガッテン!』）と『すイエんサー』をテーマにした、生活の中の疑問について考えるコーナー。
アニメファクトリー
アニメ番組の制作過程の展示のほか、NHKで放送中のアニメの1場面を使用したアフレコ体験コーナー(要予約)がある。
クリエイティブラボ
映像や音の編集が体験できるコーナー(要予約)。
スタジオパークNEWS
模擬スタジオを使って、ニュース番組の収録が体験できる(要予約)。メインキャスターとレポーター、気象予報士、カメラマンの体験ができる。
どーもくんCAFE
休憩スペース。NHKの最新情報も見ることができる。
ドラマライブラリー（CT105、106スタジオ見学窓）
歴代の大河ドラマや連続テレビ小説を展示したコーナー。
こどもライブラリー（CT-103スタジオ見学窓）
歴代の幼児向け番組を振り返るコーナー。

### Cフロア
キッズワールド
『おかあさんといっしょ』などの幼児向け番組の世界を体験できるコーナー
イベントホール
スタジオショップ
スタジオカフェ

## リニューアル前の施設

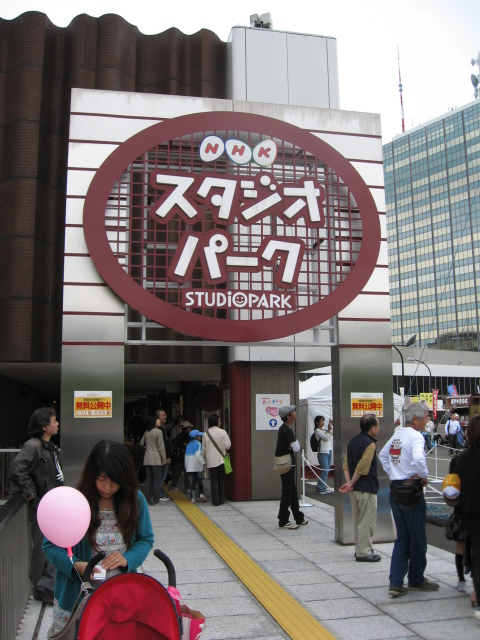
リニューアル前のNHKスタジオパーク（2008年5月）

以下は改修前の2011年2月時点の施設内容
ウェルカムスタジオ
入口に入ってすぐにあるエントランススタジオ。係員が入場客をハイビジョンカメラで撮影し、それが150インチのハイビジョンテレビに映し出される。岡本太郎によるレリーフ壁画「天に舞う」（1974年制作）も飾られている。
デジタル放送ひろば
デジタル放送の魅力について分かりやすく解説・体験するコーナー。
くらしに役立つ番組コーナー
生活関連の番組を紹介するコーナー。『ためしてガッテン』のコーナーでは、ガッテンボタンを押せたり、スタジオパークのオリジナルクイズに挑戦できたりする。
NHKワールド・ラジオ日本 ふれあいスタジオ
NHKラジオの国際放送のスタジオが覗けるコーナー。
あなたも挑戦!アフレコスタジオ
NHKのアニメやドラマのアフレコが体験できるコーナー。
時代劇スタジオ
大河ドラマの資料（台本など）やセットなどを展示。大河ドラマの衣装に着替えて記念撮影も出来る。
デザインランド
映像や音のデザインと関わりを楽しく知るために開設された体験型施設。最新のバーチャル映像を体感できたり、タイミング良く効果音のボタンを押したり出来るゲームコーナーなどから成り立っている。
体験スタジオQ
ニュースやお天気解説のアナウンサーに挑戦できるコーナー。カメラなどの撮影機器は、実際にニュースの撮影で使われているものと同一。
ラジオ深夜便コーナー
『ラジオ深夜便』やデジタルラジオについてパネルで解説。映像で『ラジオ放送のあゆみ』というラジオ放送の歴史が見られる。
スタジオ見学窓
NHKの人気番組のスタジオが窓越しに覗ける（CT-103・104・105・106スタジオ内）。撮影が行われている場合は、リモコンテレビでスタジオに設置されたカメラの拡大・縮小が出来る。
CT-450オープンスタジオ
『スタジオパークからこんにちは』や『土曜スタジオパーク』などの公開収録が行われているスタジオ。スタジオパークとしての開業当初は外に面してガラス張りになっており、東館の外通路を歩く人が映り込むことがあった。改修期間中は平日・土曜共に観客を入れずに生放送・収録を行った。
スタジオウォッチング
放送センターにある21ものスタジオの様子が映し出されている。好きなスタジオを選択すると、中央の大画面にそのスタジオの映像が表示される。
とびだすハイビジョンシアター
3Dメガネ無し（裸眼立体視）で見られる3D映像シアター。外では3D映像と普通の映像の比較が出来る。
こどもひろば
おかあさんといっしょのキャラクターの着ぐるみなどが展示されている子供向けのコーナー。おかあさんといっしょの歌や体操の映像が流れているテレビもある。
世界遺産コーナー
世界遺産についてハイビジョン映像で詳しく解説しているコーナー。主にシリーズ世界遺産100など。
スタジオショップ
NHK関連のキャラクターグッズやビデオなどを販売しているコーナー。
パークギャラリー
NHKの番組に関連した展示を行っている美術館。
多目的スペース
様々なイベントで使われる施設。
レストランスタジオカフェ
NHK番組に関連したメニューがあるレストラン。

## CT-450から放送されていた番組
（2019年現在）
- 平日（なし）
- 土曜 14:00 - 15:00　『土曜スタジオパーク』（総合テレビ）
- 日曜（なし）

### 過去
- 首都圏ネットワーク（17時台）
- 日曜スタジオパーク
- ゆうどき（非公開放送）
- スタジオパークからこんにちは
- 4時も!シブ5時
- 日曜バラエティー（ラジオ第1）

## データ
- 所在地 東京都渋谷区神南2-2-1　NHK放送センター内
- 開館時間 10:00 - 18:00（入場は17:30まで）
- 休館日 毎週火曜日（祝日・振替休日の場合は翌日）、年末、2月にメンテナンス休館あり

### 交通アクセス
- 渋谷、JR山手線原宿、東京メトロ明治神宮前、東京メトロ千代田線代々木公園の各駅から徒歩12分

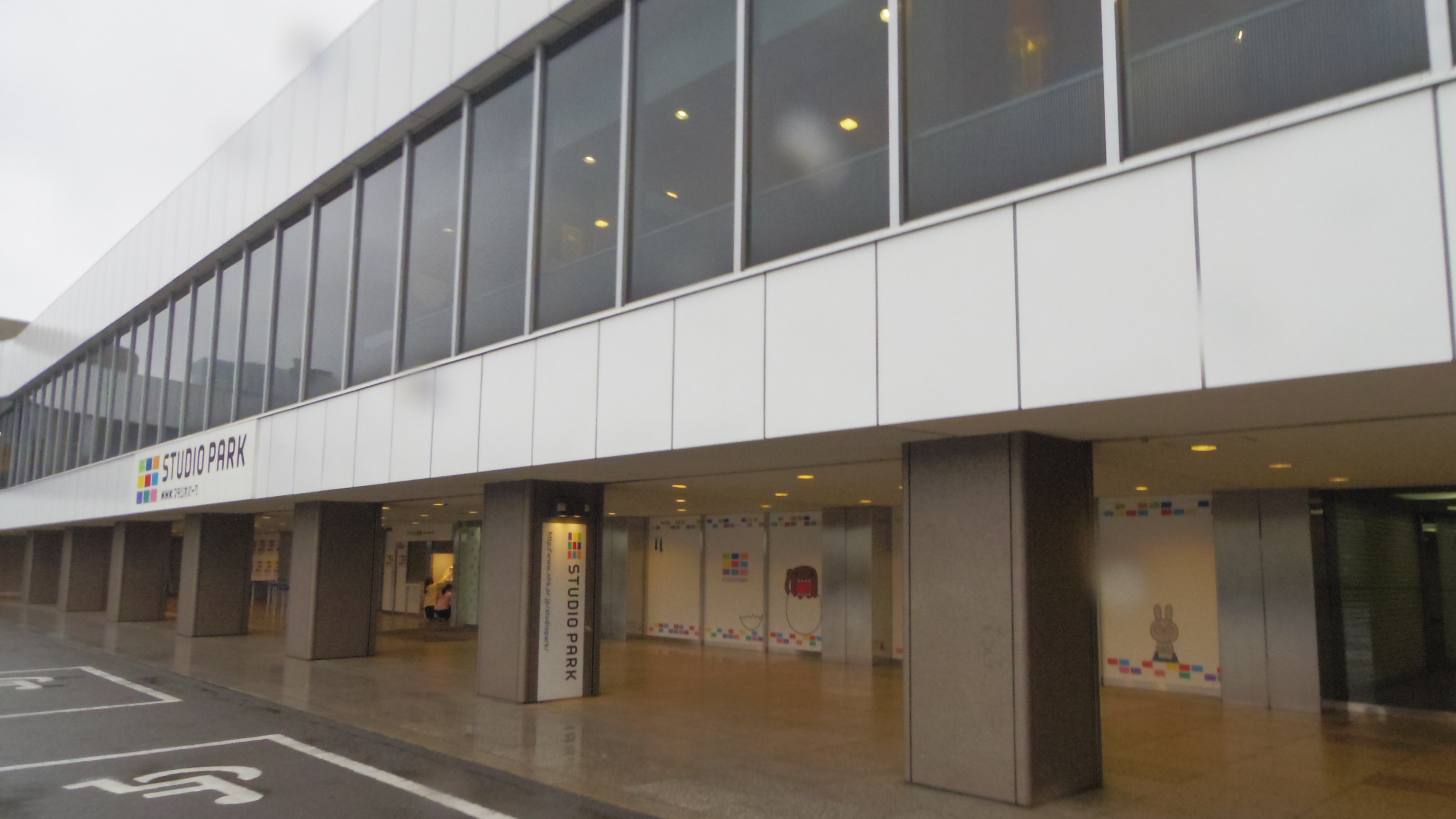
渋谷駅から「NHKスタジオパーク」行直行バス（京王バス東が運行）あり。「渋谷マークシティ前」2番乗り場から運行。
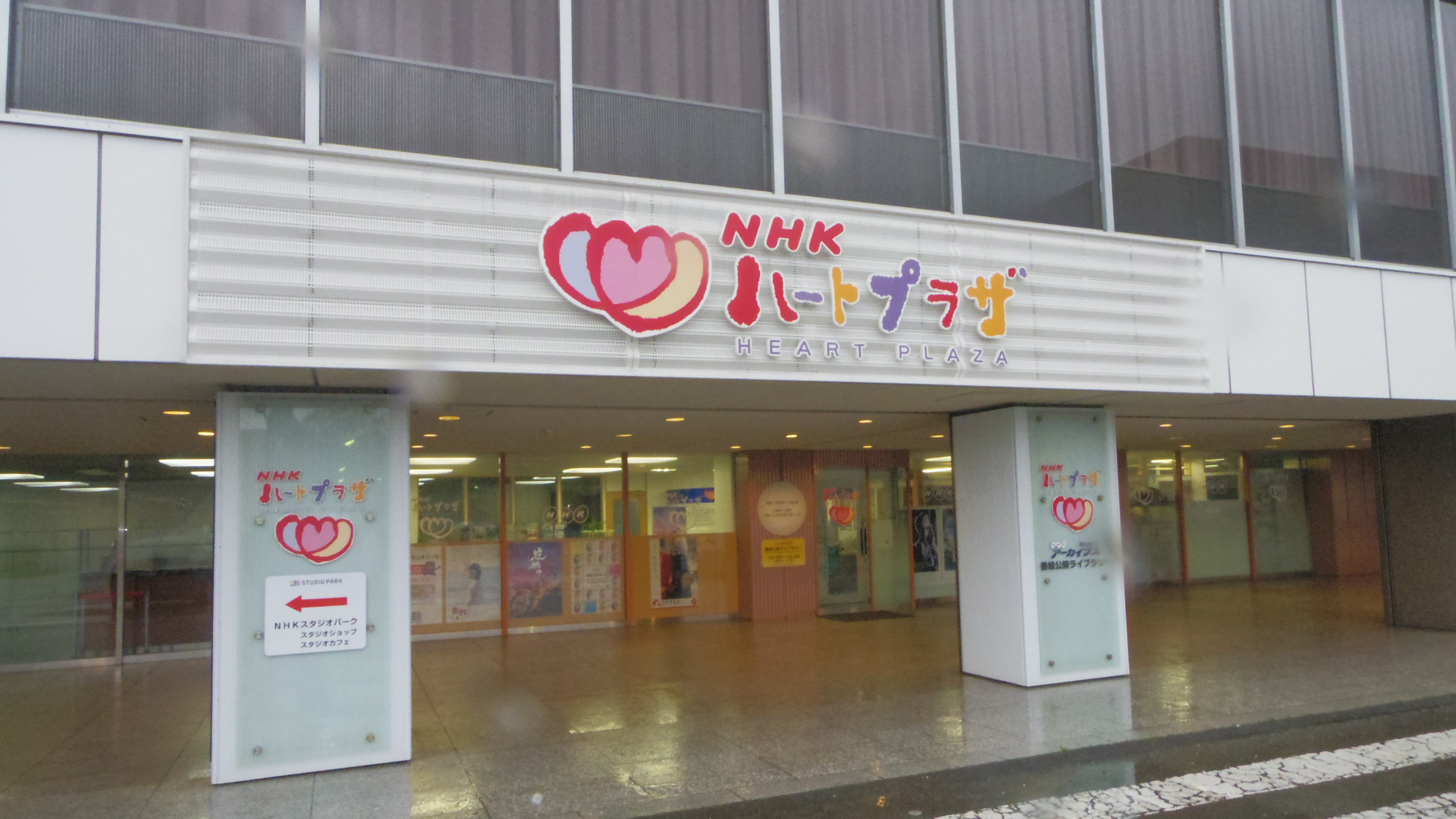
NHKハートプラザ